# Oracolo di Amon

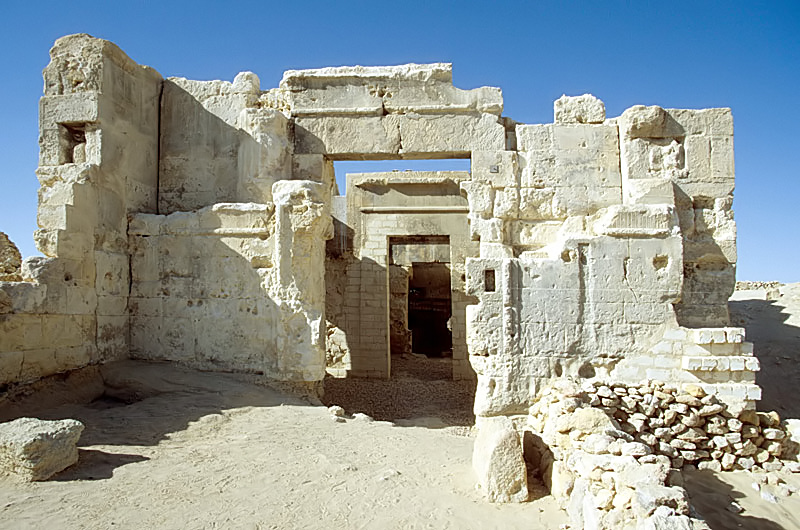
Il tempio dell'Oracolo di Amon nell'oasi di Siwa

L'Oracolo di Amon dell'oasi di Siwa è uno dei più famosi oracoli dell'antichità.
In epoca classica Amon, con il nome di Ammone, venne assimilato allo Zeus greco. Secondo Erodoto gli abitanti dell'oasi erano gli Ammonii.

## Storia
Il Tempio di Amon a Siwa si trova a nord-ovest della roccia di Aghurmi, l'antica capitale dell'oasi. Il suo oracolo ebbe un ruolo fondamentale nella conquista dell'Egitto da parte di Alessandro Magno, che si recò a Siwa per far legittimare il suo potere e il suo regno in Egitto dall'oracolo di Amon.
Il santuario è situato al crocevia di diverse culture, tra cui Cirene, l'Egitto e il mondo mediterraneo. Per questo motivo è difficile determinare l'identità della divinità originariamente onorata a Siwa. Si tratta probabilmente di una variante libica di Amon, onorato nelle oasi in forma criocefala, ossia con testa di ariete. Quando gli Egizi si impadronirono dell'oasi, interpretarono la divinità come una variante locale del loro Amon tebano, che poteva effettivamente essere rappresentato in forma criocefala.
Dall'Oracolo la regina Hatshepsut avrebbe ricevuto la consacrazione divina ad accedere al trono succedendo al padre, Thutmose I, ed al marito Thutmose II.
In una strategia di espansione verso il Mediterraneo, la XXVI dinastia procedette allo sviluppo e all'ampliamento di un tempio, probabilmente già costruito dai dinasti libici. Ahmose II è probabilmente il faraone che avviò la costruzione del tempio nel Periodo Tardo. Nonostante la distruzione, nel 1970, delle case che lo nascondevano, ciò che resta del Tempio di Amon lascia a malapena immaginare il suo passato splendore.
Lo storico greco Erodoto riferisce che nel 523 a.C. il re persiano Cambise II, figlio di Ciro il Grande, volle saccheggiare con 50.000 uomini l'oracolo sacro di Siwa, che profetizzava la caduta del re. Prima che l'armata persiana raggiungesse la destinazione, però, venne sorpresa da una intensa tempesta di sabbia e non se ne ebbe più traccia.
Ad esso si sarebbe rivolto il sovrano macedone Alessandro Magno per avere presagi sulle sue campagne militari e ricevendo dall'oracolo la rivelazione di essere figlio di Zeus-Ammone, e quindi la conferma alla sua missione divina di fondare un impero universale.
Dopo aver conquistato l'Egitto e aver assunto il ruolo di faraone sacrificando a Re a Eliopoli e ad Apis nel tempio di Ptah a Memphis, Alessandro Magno viaggiò con il suo seguito attraverso il deserto fino a Siwa. Alessandro era accompagnato, tra gli altri, da Callistene di Olinto, la cui tradizione servì in seguito come fonte per i tre storici Strabone, Diodoro (entrambi del I secolo a.C.) e Plutarco (I secolo).
Oltre alla consultazione di Alessandro, che ha cristallizzato l'oracolo e il suo dio all'interno delle tradizioni narrative, l'oracolo è stato consultato in precedenza da grandi figure politiche del mondo greco, come il generale ateniese Cimone, lo spartano Lisandro e Alcibiade. Il carattere multiculturale e marginale di questo oracolo, rispetto ai santuari continentali come Delfi, soggetti a grandi pressioni politiche, ha fatto sì che venisse chiamato in causa in strategie di mediazione culturale, e allo stesso tempo utilizzato come riferimento anti-persiano, dal momento che, secondo la tradizione, Cambise si impegnò a distruggere l'oracolo durante la sua dominazione dell'Egitto. È anche in questa prospettiva che Alessandro e l'élite greco-macedone utilizzarono il messaggio promulgato dall'oracolo, in chiave anti-persiana, per legittimare l'alleanza dell'Egitto nella guerra che il conquistatore stava conducendo contro il grande re.
Dopo di allora, l'oracolo sarebbe stato nuovamente consultato dal conquistatore in merito agli onori eroici e divini per il defunto Efestione e, successivamente, dai Rodesi per onorare Tolomeo I dopo avergli fornito il proprio aiuto durante l'assedio di Rodi nel 305. In seguito, l'oracolo non fu più oggetto di visite importanti e non subì ulteriori sviluppi, un fatto sorprendente se sappiamo quanto abbia giocato un ruolo nella costruzione della figura di Alessandro. Strabone attesta addirittura, nel I secolo a.C., il declino dell'importanza religiosa dell'oracolo nel mondo ellenistico.

## L'oracolo
A differenza di Delfi o Dodona, a Siwa non c'erano oracoli, ma solo risposte affermative e negative. Se la figura di Amon si muoveva verso l'interrogante, la risposta era "sì". Se la figura si allontanava dall'interrogante, la risposta era "no". La figura di Amon veniva spostata dai sacerdoti.
Gli oracoli reali, invece, avevano una procedura diversa: i re o i sacerdoti ponevano le loro domande da soli nella cella del tempio. In seguito ricevevano un oracolo divino dal sacerdote capo o il sacerdote capo annunciava la risposta di Amon alle domande, che apparentemente non poteva essere conosciuta da nessuno tranne che dall'interrogante. Tuttavia, le prove archeologiche hanno dimostrato che esisteva una camera segreta, nella quale un sacerdote nascosto poteva ascoltare le domande.

## Galleria d'immagini

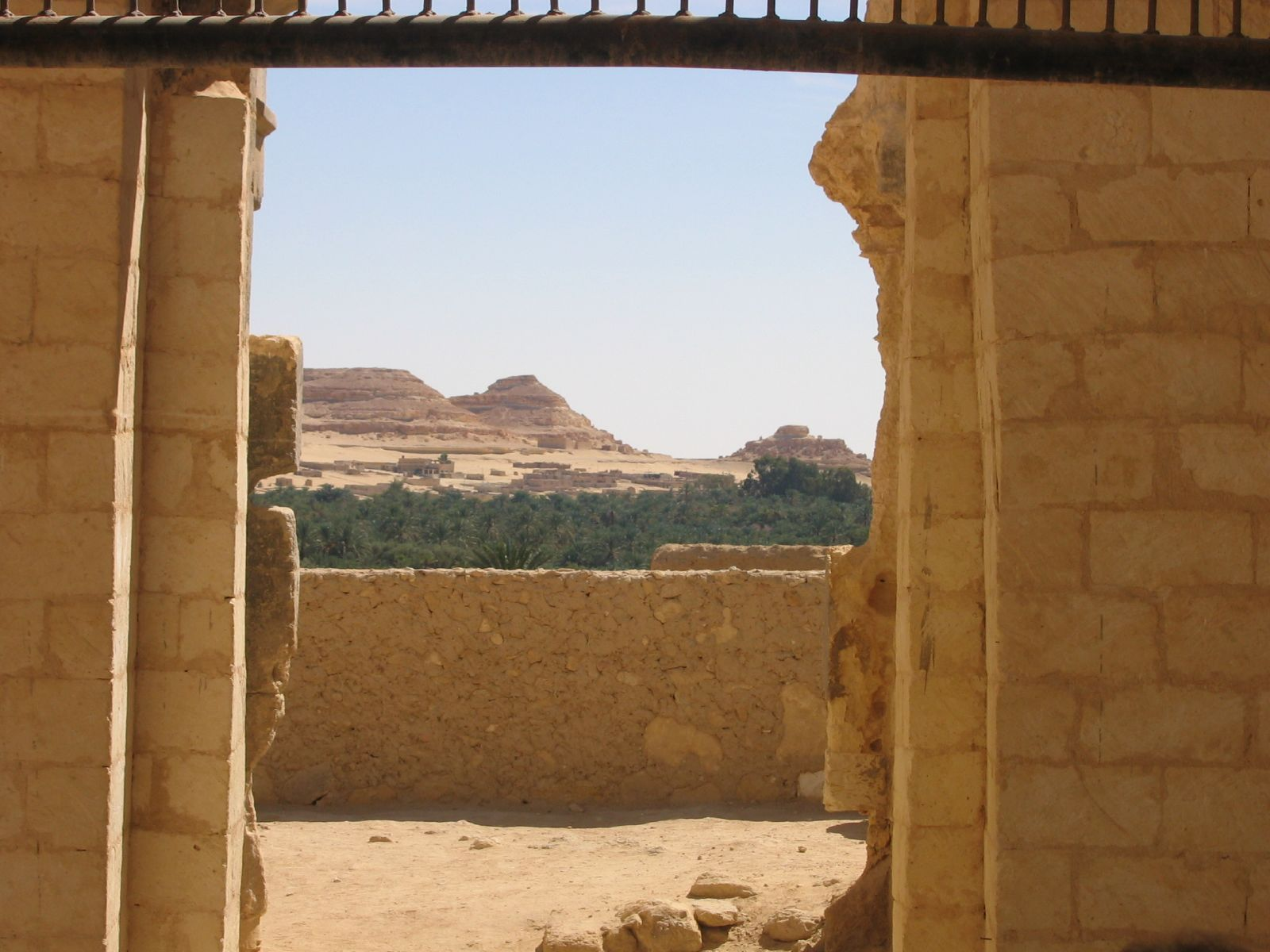
Vista dall'interno del tempio dell'Oracolo a Siwa
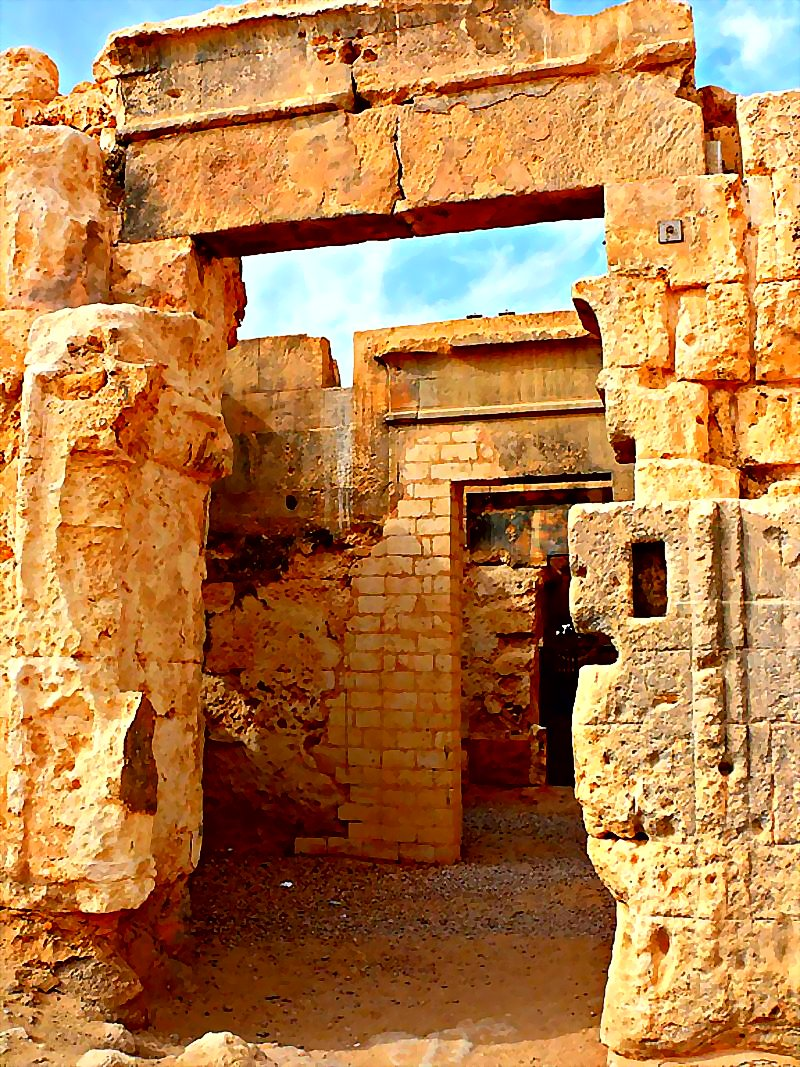
L'ingresso all'Oracolo
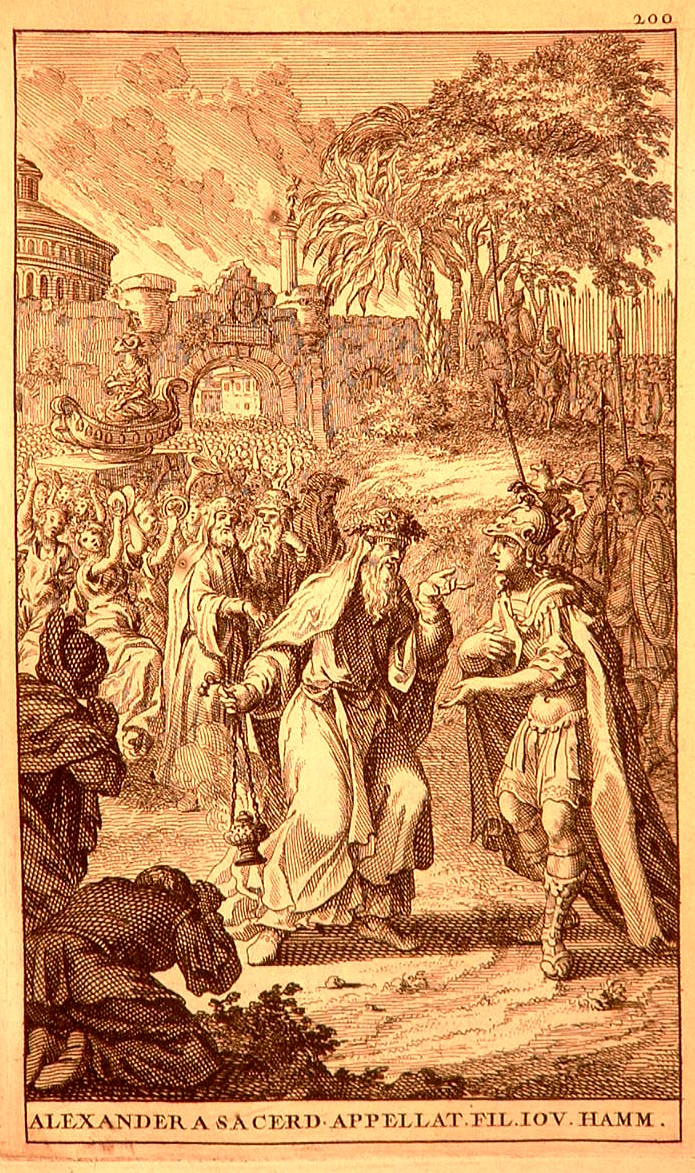
Alessandro riceve la rivelazione di essere figlio di Zeus-Ammone. Da una stampa del XVII secolo